# Anthophora similis
Anthophora similis är en biart som beskrevs av Fedtschenko 1875. Anthophora similis ingår i släktet pälsbin, och familjen långtungebin. Inga underarter finns listade i Catalogue of Life.